# Alberto de Jesús Membreño
Alberto Jesús Membreña, né en 1859 à Tegucigalpa et mort le 6 février 1921, est un homme politique hondurien. Il est président du Honduras du 28 juillet 1915 au 1er février 1916.